# Presuda u predmetu Ljubić
Presuda u predmetu Ljubić (slučaj Ljubić, predmet Ljubić, presuda Ljubić) je presuda kojom je Ustavni sud Bosne i Hercegovine 1. prosinca 2016. djelomično prihvatio zahtjev za ocjenu ustavnosti izbornog zakona u vezi s načinom izbora delegata u Dom naroda Federacije Bosne i Hercegovine, a koji je 2014. godine podnio Božo Ljubić, predsjednik Glavnog odbora Hrvatskog narodnog sabora BiH. Parlamentu BiH, Ustavni sud BiH je naredio da uskladi odredbe Izbornog zakona s Ustavom. Posljedicom nepostupanja Parlamentarne skupštine BiH, Ustavni sud BiH je donio odluku o neizvršenju. Tom odlukom, neustavne odredbe Izbornog zakona su brisane, dok su srodne odredbe Ustava Federacije Bosne i Hercegovine, ostale na snazi. Te odredbe, u praksi predviđaju isti osnov za način izbora delegata u Dom naroda FBiH, ali bez imperativnih normi Izbornog zakona.  Po tom osnovu, Centralno izborno povjerenstvo Bosne i Hercegovine izvršilo je raspodjelu mandata nakon Općih izbora 2018.godine. U primjeni pravila, povjerenstvo je odstupilo od prijelaznih odredbi Ustava Federacije Bosne i Hercegovine i po prvi put primijenilo popis stanovništva iz 2013.godine, umjesto popisa iz 1991 do implementacije Aneksa 7 Dejtonskog mirovnog sporazuma (povrat stanovništva). 
Odluka, cijeneći striktno imperativne norme Izbornog zakona, uvodi načelo konstitutivnosti i ravnopravnosti svih triju naroda u BiH u način izbora drugog doma Federacije Bosne i Hercegovine (s punim zakonodavnim ovlastima), te time odstupa od ustavnih načela federalizma među kantonima. 
U svom obiter dictumu, sud navodi pravo na legitimno zastupanje na svim političko-administrativnim razinama, međutim, ostvarivanje takvih zahtjeva je teško ostvarivo u praksi uzimajući u obzir izborne standarde poput jednakosti prava glasa u izboru zakonodavnih i izvršnih tijela, posebno u okolnostima kada imaju pune zakonodavne ili izvršne ovlasti. 
Ustav Bosne i Hercegovine daje poseban status Evropskoj konvenciji o ljudskim pravima, dok je zemlja ratificirala i Protokol 12, koji dodatno jamči jednakost među građanima. Po osnovu konvencije i njenih protokola Europski sud za ljudska prava je donio niz presuda, počevši s predmetom "Sejdić-Finci", utvrđujući diskriminaciju u načinu izbora delegata Doma naroda BiH kao i Predsjedništva zbog etničkih i teritorijalnih kriterija.

## Pozadina
Izvedbena faza procesa dekonstituiranja Hrvata u BiH započela je amandmanima 
Roberta Barryja, tadašnjeg voditelja misije OESS-a u BiH, na propise Privremenog izbornog povjerenstva, samo mjesec dana pred opće izbore 2000. Njima je omogućeno da izaslanike u Domu naroda Parlamenta FBiH, bez obzira na njihovu nacionalnost, mogu predlagati i birati svi zastupnici u skupštinama županija Federacije BiH. Barryjevi amandmani su 2001. rezultirali formiranjem Vlade FBiH ("Alijansa") bez stranaka koje su osvojile preko 90% hrvatskih glasova na izborima. Koaliciju je činilo 9 bošnjačkih stranaka i jedna hrvatska, koja je dobila oko 5% potpore Hrvata u FBiH. Nastavak i vrhunac procesa ustavno-pravnoga dekonstituiranja uslijedio je kroz amandmane na Ustav Federacije BiH nametnute od strane OHR-a. Od 108 amandmana na Ustav FBiH, samo 39 je odobrio Parlament FBiH, a čak njih 69 su nametnuli visoki predstavnici Wolfgang Petritsch i Paddy Ashdown između 2002. i 2004. godine. Za Hrvate u BiH posebno su bili pogubni Petritschevi amandmani iz travnja 2002. godine koji su u međunarodnoj zajednici poznati pod ciničnim nazivom "airport decision" tj. "odluka iz zračne luke" jer ih je Petritsch potpisao doslovno u zračnoj luci, neposredno prije svog odlaska iz BiH. Nametnuti amandmani OHR-a na ustave FBiH i RS službeno su za cilj imali provedbu odluke U-5/98 Ustavnog suda BiH iz 2000. godine. Prije ove odluke u RS su samo Srbi bili konstitutivni, a samo Bošnjaci i Hrvati u FBiH. Nametnuti amandmani su de iure dodali sva tri naroda kao konstitutivne u ustave oba entiteta, ali de facto, Republika Srpska je ostala srpski entitet, a Federacija BiH je napravila potrebne izmjene.

## Presuda
Ustavni sud Bosne i Hercegovine je u prosincu 2016. glavni dio Barryjevih pravila proglasio neustavnim i izbrisao ih iz Izbornog zakona. Predmetnom odlukom U-23/14 od 1. prosinca 2016. (Službeni glasnik BiH 1/17 od 6. siječnja 2017.) je utvrđeno da odredba Potpoglavlja B članka 10.12. stavak 2. u dijelu: "Svakom konstitutivnom narodu se daje jedno mjesto u svakom kantonu" nisu u skladu s člankom I/2. Ustava Bosne i Hercegovine. Nalaže se Parlamentarnoj skupštini Bosne i Hercegovine, u skladu s člankom 61. stavak 4. Pravila Ustavnog suda Bosne i Hercegovine, da najkasnije u roku od šest mjeseci od dana dostave ove odluke uskladi odredbu Potpoglavlja B članka 10.12. stavak 2. Ustavni sud nalazi da je zakonodavac u odredbama članka 10.12. Izbornog zakona odredio da je broj delegata iz svakog konstitutivnog naroda i iz reda Ostalih proporcionalan broju stanovnika prema posljednjem popisu iz 2013.
Temeljna zadaća Doma naroda je zaštita konstitutivnosti naroda. Prema Ustavu Federacije, Federacija se sastoji od federalnih jedinica (kantona). "Dom naroda nije međutim Dom federalnih jedinica nego Dom konstitutivnih naroda". Ustavni sud podsjeća da se prema općem načelu demokracije pravo na demokratsko odlučivanje ostvaruje legitimnim političkim predstavljanjem koje mora biti utemeljeno na demokratskom izboru onih koje predstavlja i čije interese zastupa. U tom smislu veza između onih koje predstavlja i njihovih političkih predstavnika na svim administrativno-političkim razinama je ta koja omogućava legitimitet predstavnicima zajednice. Dakle, samo legitimitet predstavljanja stvara temelj za stvarno sudjelovanje i odlučivanje.
Pravo na demokratsko odlučivanje koje se ostvaruje legitimnim političkim predstavljanjem mora biti utemeljeno na demokratskom izboru delegata u Dom naroda Federacije Bosne i Hercegovine onog konstitutivnog naroda koji predstavlja i čije interese zastupa. Dovodeći naprijed navedeni značaj Doma naroda u ustavnom sustavu Federacije Bosne i Hercegovine u svezu s načelom konstitutivnosti naroda neosporno proizlazi da načelo konstitutivnosti naroda u Federaciji Bosne i Hercegovine, u kontekstu Doma naroda, može biti ostvareno samo ako se popunjavanje Doma naroda temelji na jasno preciziranim kriterijima koji trebaju dovesti do što potpunijeg predstavljanja svakog od tri konstitutivna naroda u Federaciji Bosne i Hercegovine. Suprotno od navedenog, neadekvatno političko predstavljanje onih koje predstavlja i čije interese zastupa dovodi do povrede načela konstitutivnosti, odnosno nejednakopravnosti bilo kojeg od konstitutivnih naroda, a time i povrede Ustava Bosne i Hercegovine, konkretno članka I/2. Ustava Bosne i Hercegovine.

## Implementacija
Zahtjeve Hrvata za pravom na legitimno predstavljanje legitimirao je Ustavni sud BiH u presudi u predmetu Ljubić. No, s druge strane postoje i oni, mahom iz bošnjačkog i tzv. probosanskog bloka koji se zalažu za drastično smanjivanje ovlasti federalnog Doma naroda, ako ne i njegovo ukidanje.
Na valu istupa Bakira Izetbegovića mogu se očekivati i ponovni zahtjevi za ukidanjem Doma naroda PFBiH, kao posljednjeg jamca konstitutivnosti Hrvata, ili pak njegovog reduciranja na kompetencije politički minornog Vijeća naroda Republike Srpske.
Presuda je djelomično implementirana u listopadu 2022. nakon izbornog procesa, kada je Visoki predstavnik Christian Schmidt, između ostalog, nametnuo izmjene Izbornog zakona BiH i Ustava FBiH, kojima se broj Hrvata (i ostala dva naroda) u klubu Doma naroda FBiH povećao sa 17 na 23 delegata. Time će tih 23 delegata prema mišljenju OHR-a pravednije odražavati teritorijalnu i institucionalnu zastupljenost (i Hrvata) u Parlamentu FBiH i BiH.

## Poveznice
- Barryjevi amandmani
- Majorizacija Hrvata u Bosni i Hercegovini